# سان لرنسو د ترمس
سان لرنسو د ترمس دهستانی در استان آبیلای اسپانیا است.
در این دهستان ۵۲ نفر زندگی می‌کنند. مساحت این دهستان ۱۴٫۷۱ کیلومتر مربع است.